# Лерман, Абрам Давыдович
Абрам Давыдович Лерман (укр. Абрам Давидович Лерман; 17 октября 1922, Киев — 1 апреля 1979, Киев, СССР) — советский футболист и тренер, выступал на позиции защитника, реже нападающего. Мастер спорта СССР (1952). Заслуженный тренер Украинской ССР.

## Биография
Родился в Киеве. Еврей.
К киевскому «Динамо» присоединился ещё в начале 40-х годов, однако война помешала игроку дебютировать на высшем уровне. Первые матчи в составе киевлян провел в первом же послевоенном чемпионате 1945 года. Выступал преимущественно на позиции центрального защитника, хотя начинал карьеру в нападении. На поле Лерман отмечался неуступчивостью и жесткостью, которая иногда даже перерастала в жестокость. За ним прочно закрепилась слава «костолома». Так, за грубую игру в матче «Спартак» (Москва) — «Динамо» (Киев), прошедшего 15 августа 1950 года, был лишен звания мастера спорта, освобожден от обязанностей капитана команды и дисквалифицирован на 2 игры. Начиная с 1947 года и вплоть до окончания карьеры неоднократно выводил партнеров на поле с капитанской повязкой, пользовался большим авторитетом в коллективе.
После окончания активных выступлений учился в Высшей школе тренеров и возглавлял целый ряд клубов, среди которых были черкасский «Колхозник», киевский «Арсенал» и другие. С 1963 по 1965 год занимал должность начальника команды и старшего тренера запорожского «Металлурга».
Однако наибольших успехов на тренерской ниве Абрам Давидович достиг в Виннице, где возглавлял местный «Локомотив». В сезоне 1970 года его команда стала победителем одной из украинских зон класса «Б» чемпионата СССР, а в финальном турнире уступила лишь северодонецкому «Химику».
С черновицкой «Буковиной» Лерман начал работать в сентябре 1976 года. Абрам Давыдович принял команду, которая находилась в нижней части турнирной таблицы. Черновицкий коллектив завершил 1976 год на 14 строчке. Уже по итогам следующего сезона «Буковина» под руководством Лермана сделала весомый шаг вперед — 9 место. В сезоне 1978 черновицкая команда была уже пятой.
Следующий год «Буковина» также начала под руководством Абрама Лермана. В 1979 году Абрам Давыдович ушёл из жизни. За годы работы в Черновцах известный специалист заложил основы будущих успехов «Буковины». Именно он пригласил в «Буковину» таких знаковых для клуба футболистов, как Роман Угренчук, Игорь Заводчиков, Владимир Сакалов, Игорь Калита, Василий Мудрей. Абрам Давыдович также привлек в буковинскую команду Виктора Хлуса, который долгое время с успехом защищал цвета киевского «Динамо».
Об Абраме Лермане известный футболист Павел Богоделов сказал:

Человек и поиграл, и пережил много. И, однако, остался простым и добрым. Абрам Давыдович хорошо ладил со всеми, с кем он работал, включая уборщицу. Он не только душевно здоровался и разговаривал со всеми, но и всегда находил способ, чтобы доплатить той же уборщице к мизерной зарплате. И знаете, умел это делать красиво!
Существует легенда, согласно которой Абрам Лерман своими жесткими действиями на поле поспособствовал завершению карьеры двух выдающихся советских бомбардиров — Всеволода Боброва и Григория Федотова. В разных источниках эта легенда обрастает различными подробностями, поэтому сказать однозначно миф это или реальная история — невозможно. Некоторые футбольные издания вообще подают факт травмирования Боброва Лерманом как заказ от высшего руководства КГБ из-за отказа Всеволода Михайловича перейти в московское «Динамо».
Советский тренер Герман Зонин в своем интервью поделился воспоминаниями об учёбе в Высшей школе тренеров вместе с Абрамом Лерманом:

Интервьюер: «Надеетесь на молодых тренеров? Таких, как Карпин, Кобелев, Тетрадзе?»
Зонин: «Надеюсь, конечно. Но сейчас уже не та ВШТ стала. Знаний — минимум. Заплатил деньги за обучение — иди тренируй. Разве это так просто? Не каждому дано тренером стать. Вспоминаю послевоенные годы. Был такой в киевском „Динамо“ Абрам Лерман. Учился на тренера. Пишет слово на доске — не помещается. Ему говорят: „Перенеси“. Он берёт доску и переносит (смеется). Ему говорят: „А в квадрате, Б в квадрате“. Он берёт обводит буквы квадратом. Цирк!»…

## Достижения
Командные трофеи
- Серебряный призёр чемпионата СССР (1952)

Тренерские достижения
- Серебряный призёр финального турнира украинской зоны класса «Б» (1970)

Личные достижения
- Мастер спорта СССР (1952)
- Заслуженный тренер Украинской ССР
- В списке лучших игроков 1950-х годов по версии газеты «Украинский футбол» занял 8 место